# Bembidion muscicola
Bembidion muscicola är en skalbaggsart som beskrevs av Hayward. Bembidion muscicola ingår i släktet Bembidion och familjen jordlöpare. Inga underarter finns listade i Catalogue of Life.